# 1911 County Championship
Navigation
Édition précédente Édition suivante
Le 1911 County Championship fut le vingt-deuxième County Championship et se déroule du 4 mai au 5 septembre 1911. Le Warwickshire a remporté son premier titre. Somerset a terminé en bas du classement, remportant un seul match de toute la saison. Tom Hayward en tête du classement des runs, marquant 1,963 points pour le Surrey à une moyenne de 50,33, bien que CB Fry ait marqué ses 1,299 points à une moyenne bien supérieure à 76,41. Lancashire d'Harry Dean a le plus de  wickets, accumulant 175 à un moyenne de 17,52.
Le championnat a adopté une nouvelle méthode de pointage proposée par Somerset. Auparavant, le seul moyen de marquer des points consistait à gagner un match, mais la nouvelle méthode introduisait des points pour les tirages au sort. Une équipe gagnante a marqué cinq points, une équipe a marqué un match, a marqué plus de points lors des premières manches, a marqué trois points et une équipe qui a marqué moins de points lors des premières manches a marqué un point. Dans son éditorial de l'Almanack de Wisden Cricketers, Sydney Pardon note que si l'une des méthodes de notation précédentes avait été utilisée, Kent aurait remporté le championnat plutôt que le Warwickshire. Dans leur livre Une histoire du cricket, Harry Altham et E. W. Swanton décrivent l'équipe de Kent comme étant «peut-être un côté plus fin que le Warwickshire», mais font l'éloges du Warwickshire et de leur jeune capitaine,Frank Foster.
Pardon se félicitait du cricket joué durant la saison et décrivait que le cricket était "généralement florissant". Cependant, il a également observé qu'un certain nombre de comtés étaient en difficulté financière, une question que Lord Cobham attribuait partiellement aux salaires des joueurs professionnels.

## Classement
- Cinq points ont été attribués pour une victoire.
- Trois points ont été attribués pour "gagner"  les premières manches d'un match tiré au sort.
- Un point a été attribué au "perdant" les premières manches d'un match tiré au sort.
- Le classement final a été décidé en calculant le pourcentage de points possibles.

| Equipe           | Pld | W  | L  | D | A | Pts | Fin | %Fin   |
| ---------------- | --- | -- | -- | - | - | --- | --- | ------ |
| Warwickshire     | 20  | 13 | 4  | 3 | 0 | 0   | 74  | 74.000 |
| Kent             | 26  | 17 | 4  | 3 | 2 | 0   | 96  | 73.846 |
| Middlesex        | 22  | 14 | 5  | 3 | 0 | 0   | 79  | 71.818 |
| Lancashire       | 30  | 15 | 7  | 5 | 3 | 0   | 93  | 62.000 |
| Surrey           | 30  | 15 | 7  | 4 | 4 | 0   | 91  | 60.667 |
| Essex            | 18  | 8  | 5  | 4 | 1 | 0   | 53  | 58.889 |
| Yorkshire        | 28  | 14 | 8  | 1 | 4 | 1   | 77  | 57.037 |
| Nottinghamshire  | 20  | 9  | 5  | 3 | 3 | 0   | 57  | 57.000 |
| Worcestershire   | 24  | 12 | 11 | 0 | 1 | 0   | 61  | 50.833 |
| Northamptonshire | 18  | 8  | 9  | 0 | 0 | 1   | 40  | 47.059 |
| Hampshire        | 24  | 7  | 10 | 4 | 3 | 0   | 50  | 41.667 |
| Gloucestershire  | 20  | 5  | 12 | 0 | 3 | 0   | 28  | 28.000 |
| Sussex           | 24  | 4  | 16 | 2 | 2 | 0   | 28  | 23.333 |
| Derbyshire       | 18  | 2  | 13 | 0 | 3 | 0   | 13  | 14.444 |
| Leicestershire   | 22  | 1  | 16 | 2 | 3 | 0   | 14  | 12.727 |
| Somerset         | 16  | 1  | 13 | 0 | 2 | 0   | 7   | 8.750  |
| Source:          |     |    |    |   |   |     |     |        |

### Résumé statistique
| Most runs | Most runs | Most runs      | Most runs  |
| Aggregate | Average   | Joueur         | Comté      |
| --------- | --------- | -------------- | ---------- |
| 1,963     | 50.33     | Tom Hayward    | Surrey     |
| 1,959     | 41.68     | Jack Sharp     | Lancashire |
| 1,744     | 39.63     | David Denton   | Yorkshire  |
| 1,706     | 58.82     | Phil Mead      | Hampshire  |
| 1,700     | 56.66     | Reggie Spooner | Lancashire |
| Source:   |           |                |            |

| Most wickets | Most wickets | Most wickets   | Most wickets |
| Aggregate    | Average      | Joueur         | Comté        |
| ------------ | ------------ | -------------- | ------------ |
| 175          | 17.52        | Harry Dean     | Lancashire   |
| 152          | 19.25        | Razor Smith    | Surrey       |
| 125          | 19.46        | Charlie Blythe | Kent         |
| 123          | 21.83        | Tom Rushby     | Surrey       |
| 122          | 19.48        | Frank Field    | Warwickshire |
| Source:      |              |                |              |